# 油小路隆貞
油小路 隆貞（あぶらのこうじ たかさだ、元和8年（1622年） - 元禄12年（1699年）9月3日）は、江戸時代前期の公卿。別名は油小路隆親、油小路隆房。
吉川従時について吉川神道を学んだ。

## 官歴
- 寛永8年（1631年）：侍従
- 寛永10年（1633年）：従五位上
- 寛永14年（1637年）：正五位下、左少将
- 寛永18年（1641年）：従四位下
- 正保2年（1645年）：従四位上、左中将
- 正保5年（1648年）：正四位下
- 慶安2年（1649年）：正四位上、蔵人頭
- 承応元年（1652年）：参議
- 承応3年（1654年）：従三位
- 明暦元年（1655年）：左衛門督、補使別当
- 明暦2年（1656年）：権中納言
- 明暦3年（1657年）：正三位
- 万治3年（1660年）：従二位、権大納言
- 寛文元年（1661年）：神宮伝奏
- 寛文7年（1667年）：正二位
- 寛文9年（1669年）：踏歌節会続内弁
- 寛文10年（1670年）：踏歌節会外弁

## 系譜
- 父：油小路隆基
- 子：油小路隆真
- 子：萩原兼澄